# Prince Valiant (1954)
Prince Valiant is een Amerikaanse film uit 1954 van Henry Hathaway met in de hoofdrollen Robert Wagner, Janet Leigh en James Mason.
De film, gebaseerd op de gelijknamige strip van Hal Foster, was een succes in de bioscopen en werd door de critici geprezen als een goed gemaakt avonturenverhaal. Prince Valiant werd gemaakt in Technicolor en CinemaScope.

## Verhaal
Prins Valiant is de zoon van Koning Aguar van Thule. Na te zijn verdreven door de Vikingen van Sligon leeft Aguar in ballingschap in Engeland onder de bescherming van koning Arthur. Valiant is inmiddels volwassen en wordt naar Camelot gestuurd om een ridder van de Ronde Tafel van Arthur te worden. Op weg naar Camelot ziet Valiant een groep Vikingen die een ontmoeting hebben met een geheimzinnige Zwarte Ridder. Valiant wordt bijna gesnapt maar weet te ontkomen. Niet lang daarna ontmoet hij Gawain, de ridder die is aangewezen hem te trainen. Gawain kent geen Zwarte Ridder in Camelot en vermoedt een complot tegen Arthur. Eenmaal op Camelot wordt Valiant getraind voor het ridderschap. Een ridder van de Ronde Tafel, Sir Brack, heeft veel belangstelling voor Valiant. Ook Sir Brack is geïnteresseerd in de Zwarte Ridder en rijdt samen met Valiant naar de plek waar de laatste de Vikingen heeft gezien. Later als Valiant alleen terugrijdt wordt hij aangevallen door boogschutters. Een pijl raakt zijn rug en gewond weet Valiant te ontkomen naar het kasteel van koning Luke. Daar wordt hij verzorgd door de dochters van de koning, Ilene en Aleta. Als Valiant terugkeert naar Camelot hoort hij dat Gawain in een hinderlaag van de Zwarte Ridder is gelopen en zwaargewond geraakt. Gawain kan nu niet meedoen aan het toernooi dat in Camelot wordt gehouden ter ere van Aleta. De winnaar zal aan haar worden uitgehuwelijkt. Valiant, die verliefd is geworden op Aleta, trekt Gawains wapenuitrusting aan, maar verliest kansloos. Maar dan rijdt een ridder het strijdperk in, het is Gawain, die ondanks zijn verwonding het toernooi wint. De ridder is gelijk stapelverliefd op Aleta en Valiant durft hem niet te vertellen dat hij dat ook is. Die avond hoort Valiant dat zijn vader in moeilijkheden is. Hij rijdt naar hem toe maar wordt overmeesterd door Vikingen van Sligon en de Zwarte Ridder. De laatste blijkt Sir Brack te zijn die samen met Sligon zowel Camelot als Aguars woonplaats wil veroveren. Aleta die Valiant is gevolgd, wordt ook gevangengenomen. Samen met zijn familie en Aleta wordt Valiant naar Thule gebracht. Sligon veroordeelt hen tot de dood. Maar een bevriende Viking, Boltar, hoort van Aguars lot en zorgt voor een opstand in Thule. Valiant ontsnapt en weet Sligon te doden. Met hulp van Boltars Vikingen wordt Thule bevrijd en keert Valiant met Aleta terug naar Engeland. Daar beschuldigt hij Sir Brack van verraad. Brack vraagt om een Godsgericht en gaat een duel aan met Valiant. De laatste overwint en kan Aleta trouwen. Gawain is namelijk in afwezigheid van Aleta verliefde geworden op Ilene en trouwt haar.

## Rolverdeling
| Acteur          | Personage     |
| --------------- | ------------- |
| Robert Wagner   | Prins Valiant |
| Janet Leigh     | Aleta         |
| James Mason     | Sir Brack     |
| Sterling Hayden | Sir Gawain    |
| Primo Canera    | Sligon        |
| Debra Paget     | Ilene         |
| Victor McLaglen | Boltar        |
| Donald Crisp    | Aguar         |
| Brian Aherne    | Konin Arthur  |
| Barry Jones     | Koning Luke   |

## Achtergrond

### Pre-productie
Aanvankelijk zou Eagle-Lion de film produceren. De rechten op de beroemde strip van Hal Foster werden verworven in november 1946 en Leonard Picker zou de film maken. In mei 1952 kondigde MGM aan een film te maken over Prins Valiant met Carey Wilson als producent en een scenario van Alec Coppel. De optie die MGM had genomen op de rechten verliepen echter voordat Coppel met een aanvaardbaar scenario kwam. Vervolgens kwamen de rechten in handen van producer Robert L. Jacks, die drie jaar lang aan de productie werkte voor 20th Century Fox. In 1953 besloot de studio de film op te nemen in 3D met Robert Wagner, Robert Newton, Michael Rennie en Victor Mature als Gawain in de hoofdrollen. Er werden al locaties voor de opnames bezocht, bijvoorbeeld Arroya Sequit, Sherwood Forest en de Rowland V. Lee Ranch in San Fernando Valley, Californië. Ook deed men verkenningswerk in het dorpje Dornie in Engeland, Braemar Castle in Aberdeenshire, Eilan Donan Castle bij Loch Duich in Schotland, Alnwick Castle, Northumberland, Warwick Castle, Warwickshire in Engeland; en Caernarvon Castle in Wales. Uiteindelijk schreef Dudley Nichols het scenario en werd de film gemaakt met Robert Wagner, James Mason en Sterling Hayden. De 3D was vervallen en vervangen door CinemaScope. Nichols stond voor de moeilijke taak om bijna twintig jaar aan strips van Valiant om te zetten in een scenario. Een van de redenen dat MGM had afgezien van de film was de complexiteit van het verhaal. Nichols besloot om delen van de strip te gebruiken en hieromheen een eigen verhaal te maken. De film wijkt om die reden nogal af van het oorspronkelijke verhaal.

### Acteurs
Robert Wagner was vierentwintig toen hij gekozen werd als prins Valiant. Wagner stond sinds zijn achttiende onder contract bij 20th Century Fox. Hij had al in verschillende films gespeeld, maar Valiant was zijn eerste grote rol. Hij had concurrentie van Tony Curtis, die was getrouwd met Janet Leigh (Aleta). Maar Curtis werd afgewezen voor de rol. Wagner was als kind een grote fan van de strip Prins Valiant van Hal Foster en wilde de film graag maken. Terwijl Wagner door de set liep als een kind in een speelgoedwinkel en veel plezier had in de zwaardgevechten, kreeg hij door dat er achter zijn rug om grapjes werden gemaakt over zijn pruik. Om het kapsel van Valiant enigszins te benaderen was er een pruik gemaakt voor Wagner die hem er echter erg vrouwelijk liet uitzien. In zijn autobiografie Pieces of My Heart (2008) vertelt Wagner dat Dean Martin de set bezocht en tien minuten met hem sprak in de veronderstelling dat zijn gesprekspartner actrice Jane Wyman was. Dit incident verpestte veel van het speelplezier van Wagner. Zijn tegenspeelster Janet Leigh was, volgens haar autobiografie There really was a Hollywood (1984), niet rouwig dat Curtis de rol van Valiant niet kreeg. Ze was erg onder de indruk van Wagner en noemde hem een charmante man. Ze was minder te spreken over regisseur Hathaway, die de gewoonte had zijn acteurs te treiteren om zo beter spel los te krijgen. Zo maakte de regisseur zich kwaad vanwege de tijd die het kostte om de grime van Leigh en Debra Paget in orde te brengen. Voor de rol van Sligon was de Italiaanse acteur Primo Carnera gekozen. De acteur had echter zo'n groot Italiaans accent dat zijn stem in de post-productie opnieuw werd ingesproken door een Amerikaanse acteur.

### Productie
De film werd uiteindelijk opgenomen op locatie in Groot-Brittannië in Alnwick Castle, Alnwick, Northumberland, Duart Castle, Mull, Argyll and Bute, Eilean Donan Castle, Dornie, en Warwick Castle, Warwick, Warwickshire. De overige opnames werd gemaakt in en rond de 20th Century Fox Studios, Century City, Los Angeles. Een second unit maakte de opnames in Groot-Brittannië in de lente en zomer van 1953. Er werden stand-ins gebruikt om de hoofdrolspelers te vervangen in de shots zonder close-up of waar de acteurs niet van te dichtbij te zien zijn. De hoofdrolspelers werden in close-up en dichtbij gefilmd op de buitenterreinen van de 20th Century Fox Studio, waarna alles werd gemonteerd. De stand-in van Janet Leigh, Shirley Easton, zou later meespelen in Goldfinger uit 1964 met Sean Connery, in zijn rol van 007, als tegenspeler. Alnwick Castle in Northumberland werd gebruikt voor de opnames van Camelot. Ook de hoofdpoort en het binnenplein van Warwick Castle dienden als locatie voor Camelot. Het hoogtepunt in de film is het duel tussen Sir Brack (James Mason) en Valiant. Beide mannen hanteren een groot slagzwaard, een broadsword op zijn Engels. Een dergelijk zwaard is zo zwaar dat alleen heel sterke mannen het kunnen hanteren en vaak alleen door het met beide handen vast te houden. Voor de film werden twee zwaarden van aluminium gebruikt. Aluminium is zo licht dat het doorbuigt als je er te hard mee slaat. In The Adventures of Robin Hood (1938) is goed te zien dat de aluminium zwaarden soms doorbuigen. Bij Prince Valiant waren de zwaarden ook hol en bogen regelmatig door of raakten beschadigd. Er werden dan ook regelmatig nieuwe exemplaren aangedragen. Het zwaardgevecht tussen Wagner en Mason werd zorgvuldig gechoreografeerd, waarbij de acteurs door stuntmensen werden vervangen als ze bijvoorbeeld over tafels moesten vallen. Aangezien de acteurs bij het zwaardvechten goed te zien waren, konden ze hier niet vervangen worden. Met behulp van een stuntcoördinator werd elke pas en elke slag zorgvuldig gerepeteerd.

### Verschillen met de strip Prins Valiant van Hal Foster
In 1954 had Hal Foster al bijna twintig jaar de avonturen van Prins Valiant getekend. De legende van prins Valiant zoals Foster die had bedacht, was inmiddels uitgegroeid tot een ware kroniek. De film ontleent elementen aan de strip, maar geeft er eigen draai aan. Het begin van het verhaal verloopt parallel met de strip. Koning Aguar is uit zijn rijk Thule verdreven door de tiran Sligon en gevlucht naar het Engeland van Koning Arthur. Ook komt de tocht van Valiant naar Camelot en zijn ontmoeting met Gawain min of meer overeen met Hal Fosters verhaal. Maar dan komen de verschillen. Er is geen Zwarte Ridder of Sir Brack terug te vinden in de strip, evenmin zijn er Vikingen van Sligon die een complot uitvoeren met de Zwarte Ridder. Prinses Aleta is in de strip niet de dochter van Koning Luke, maar de koningin van de Neveleilanden, een eiland in de Middellandse Zee. Ze trouwt inderdaad met Valiant maar dat is veel later in de strip, als Valiant al ridder is geworden. Ilene is in de strip ook geen dochter van koning Luke (die overigens ook niet in de strip voorkomt). Ilene is een jonkvrouw die wordt bemind door zowel Valiant als zijn rivaal Prins Arn. Beide jongemannen gaan zelfs een duel aan om de hand van Ilene, maar worden gestoord voor ze goed en wel zijn begonnen. Ze krijgen te horen dat Ilene is ontvoerd door een groep Vikingen. De prinsen zetten de achtervolging in maar Ilene blijkt meegevoerd naar een Vikingschip dat in een storm is vergaan. Ontroostbaar bouwen Arn en Valiant een monument voor Ilene en zweren nooit te zullen trouwen. Uiteindelijk zal Valiant echter trouwen met Aleta en zijn zoon Arn noemen. Ook Arn huwt en noemt zijn zoon Valiant.